# Limnodriloides tenuiductus
Limnodriloides tenuiductus är en ringmaskart som beskrevs av Erséus 1982. Limnodriloides tenuiductus ingår i släktet Limnodriloides och familjen glattmaskar. Inga underarter finns listade i Catalogue of Life.